# Klazány
Klazány (szlovákul: Kladzany) község Szlovákiában, az Eperjesi kerület Varannói járásában.

## Fekvése
Varannótól közúton 8 km-re, légvonalban 4 km-re keletre, az Ondava bal partján fekszik.

## Története
A régészeti leletek tanúsága szerint területén már az i. e. 3. évezredben is éltek emberek. Ezt bizonyítja az itt feltárt 18 újkőkori sírhalom. A bronzkorból a gávai kultúra emberének maradványai kerültek elő.
A falut 1391-ben említik először, az alsókörtvélyesi uradalom része volt. Első ismert birtokosa az 1414-ben említett Gecsei György. Később több tulajdonosa is volt, így a Csontos, Hosszúmezei, Szent-Iványi, Báthory vagy Terebesy család. Az 1773-as urbárium szerint 20 zsellér és 6 kézművescsalád élt a községben. Ekkor főbb birtokosai Szirmay László, a Szulovszky család, Szentléleky Ferenc és a liptóból származó benedekfalvi Kiszely családok voltak. Iskolája 1786-tól működik.
A 18. század végén Vályi András így ír róla: „KLADZÁNY. Tót falu Zemplén Várm. fekszik Alsó Hrabótznak szomszédságában, mellyhez tulajdonságaira nézve hasonlító, ’s szép javai vannak.”
1831-ben kolerajárvány tarolt a községben. Kastélyát 1840-ben Vladár Kristóf építtette. 

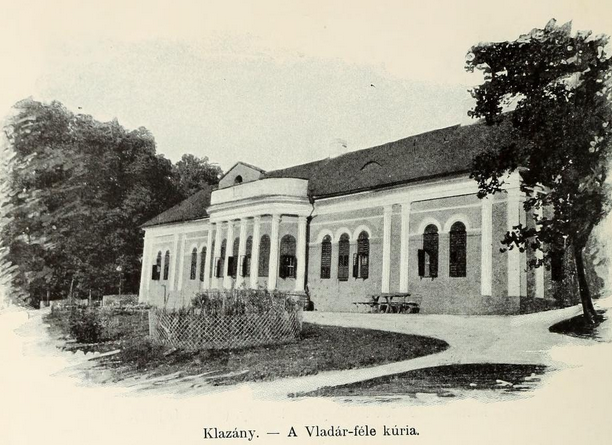
Az egykori kastély (1905)

Fényes Elek 1851-ben kiadott geográfiai szótárában így ír a faluról: „Kladzán, Zemplén v. tót falu, az Ondava mellett, A. Körtvélyes fil., 39 r. kath., 231 evang., 6 zsidó lak. Evang. templom. 540 h. szántóföld. F. u. Szulovszky, Szirmay, Szentléleky, Kiszely s m. Ut. p. Vecse.”
1855-ben, 1866-ban és 1873-ban súlyos kolerajárványok sújtották, melyekben sokan meghaltak.
Borovszky Samu monográfiasorozatának Zemplén vármegyét tárgyaló része szerint: „Klazány, előbb Kladzán, kisközség 73 házzal és 380, nagyobb részben tótajkú lakossal, kik mindannyian ág. h. evangélikusok. E község neve az idők folyamán Klacsány, Klaczan, Kalazan, Klazon, Kladzán és Klazán változatokban van említve. Első birtokosául, 1414-ben, Gecsei Györgyöt ismerjük, de 1428-ban már a Tussai Bod család és osztályos atyafiai osztozkodnak rajta. 1434-ben a Nátafalusi Csontosok és Zbugyay István s később a Fekete család szerepelnek mint birtokosok. 1520-ban Hosszúmezei Györgyöt, 1577-ben Szent-Ivány Györgyöt, 1582-ben Plagay Ambrust, öt évvel később Malikóczy Miklóst és Gábort, egy évvel ezután Báthory Istvánt, majd Terebesy Pált iktatják némely részeibe s az 1598-iki összeíráskor hét birtokosa van, név szerint: Körtvélyesy János és Zsigmond, Soós András, Szent-Ivány Zsigmond, Possay György, Duka Péter és Hosszúmezey Anna. 1600-ban Both Istvánt és Izbugyay Gált iktatják némely részeibe. 1630-ban a Csontos családnak 1688-ban Ladomérszky Lászlónak és Tarnóczy Máriának van itt birtokuk. Újabbkori urai a Szulyovszky, Szirmay, Szent-Léleky, Kiszely családok voltak s most Vladár Emilnek van itt nagyobb birtoka és kastélya, melyet Vladár Kristóf és neje, Lónyay Ilona 1840-ben építtettek. A jelenlegi tulajdonosnak érdekes numizmatikai és fayence-gyüjteménye van, több nagybecsű darabbal; neje pedig több nagyobb érdekes, régi magyar hímzésnek van a birtokában. A falubeli evangelikus templom építési ideje ismeretlen.”
1920 előtt Zemplén vármegye Varannói járásához tartozott.
A kastély a második világháborúban pusztult el, 1944. november 25-én leégett. Ma iskola áll a helyén, mely 1964-óta van a mai épületében.

## Népessége
| Év:            | 1994. | 2004.   | 2014.   | 2024.   |
| -------------- | ----- | ------- | ------- | ------- |
| Emberek száma: | 621   | 559     | 537     | 529     |
| Eltérés:       |       | -9,98 % | -3,93 % | -1,48 % |

| Év:            | 2023. | 2024.   |
| -------------- | ----- | ------- |
| Emberek száma: | 531   | 529     |
| Eltérés:       |       | -0,37 % |

1910-ben 380, túlnyomórészt szlovák anyanyelvű lakosa volt.
2001-ben 596 lakosából 591 szlovák volt.
2011-ben 527 lakosából 513 szlovák volt.

## Neves személyek
- Itt szolgált Fábri Sámuel (18. század – 19. század) evangélikus lelkész, tanár.
- Itt szolgált Mohr Gedeon (1911-1974) író, történész.

## Nevezetességei
- Evangélikus templomát 1808 és 1814 között a Szirmay család építtette klasszicista stílusban.